# Rue de Paris (Liège)
Pour les articles homonymes, voir Rue de Paris.
La rue de Paris est une artère liégeoise (Belgique) qui va du boulevard Émile de Laveleye au quai des Ardennes, dans le quartier des Vennes et Fétinne.

## Historique et odonymie
La rue a été créée au début du XXe siècle lors des importants travaux d'aménagement de la rive droite de la Meuse, pour l'organisation de l'exposition universelle de 1905. La rue se situe entre l'ancien méandre de l'Ourthe appelé Fourchu Fossé (devenu le boulevard Émile de Laveleye) et l'actuel cours de l'Ourthe (quai des Ardennes). Elle rend hommage à Paris, ville qui a offert le drapeau destiné à recevoir l'insigne de Ordre national de la Légion d'honneur décerné à la ville de Liège après la Première Guerre mondiale.

## Description
La rue plate et pavée d'une longueur totale d'environ 335 m est en réalité composée de deux sections construites tracées de part et d'autre de la . Elle est aussi traversée par l'avenue du Luxembourg. La section nord comprend les immeubles des no 1 à 12 et la section sud les immeubles des no 13 à 21. Les immeubles ne sont érigés que sur la partie occidentale de la rue, le côté opposé étant planté d'arbres, en contrebas des voies de chemin de fer.

## Voies adjacentes
- Boulevard Émile de Laveleye
- Place des Nations-Unies
- Rue de Verviers
- Avenue du Luxembourg
- Rue de Chaudfontaine
- Quai des Ardennes

## Architecture et urbanisme
La rue de Paris est principalement bordée par des maisons caractéristiques de l'architecture bourgeoise de la première moitié du XXe siècle (années 1930 et Art déco essentiellement) dont plusieurs sont citées à l'inventaire du patrimoine immobilier culturel de la Wallonie :
- au no 4 : architecte Ernest Montrieux, 1925,
- aux nos 6, 7, 8 et 10 : architecte Louis Rahier, ferronneries Art déco,
- no 11 : architecte Albert Pauly, 1931,
- no 12 : architecte Louis Rahier, 1939,
- no 13 : architecte Louis Rahier, 1931,
- no 15 : architecte J. Fraikin,
- no 16 : architecte Gaspard,
- no 18 : architecte Émile Wurth, 1931,
- no 20 : architecte Gabriel Debouny, 1931.